# Lijst van voetbalinterlands Egypte - Kenia
Deze lijst van voetbalinterlands is een overzicht van alle officiële voetbalwedstrijden tussen de nationale teams van Egypte en Kenia. De landen hebben tot op heden achttien keer tegen elkaar gespeeld. De eerste ontmoeting was een kwalificatiewedstrijd voor het Wereldkampioenschap voetbal 1978 op 6 februari 1977 in Nairobi. Het laatste duel, een kwalificatiewedstrijd voor het Afrika Cup 2021, werd gespeeld op 25 maart 2021 in de Keniaanse hoofdstad.

## Wedstrijden
| №  | Plaats     | Datum            | Competitie                   | Wedstrijd      | Uitslag |
| -- | ---------- | ---------------- | ---------------------------- | -------------- | ------- |
| 1  | Nairobi    | 6 februari 1977  | WK 1978 kwalificatie         | Kenia − Egypte | 0 − 0   |
| 2  | Caïro      | 27 februari 1977 | WK 1978 kwalificatie         | Egypte − Kenia | 1 − 0   |
| 3  | Nairobi    | 28 oktober 1979  | Afrika Cup 1980 kwalificatie | Kenia − Egypte | 3 − 1   |
| 4  | Caïro      | 11 november 1979 | Afrika Cup 1980 kwalificatie | Egypte − Kenia | 3 − 0   |
| 5  | Nairobi    | 4 april 1981     | Afrika Cup 1982 kwalificatie | Kenia − Egypte | 3 − 5   |
| 6  | Caïro      | 18 april 1981    | Afrika Cup 1982 kwalificatie | Egypte − Kenia | 2 − 0   |
| 7  | Nairobi    | 12 augustus 1987 | Afrikaanse Spelen 1987       | Egypte − Kenia | 1 − 0   |
| 8  | Rabat      | 17 maart 1988    | Afrika Cup 1988              | Egypte − Kenia | 3 − 0   |
| 9  | Nairobi    | 10 juni 1989     | WK 1990 kwalificatie         | Kenia − Egypte | 0 − 0   |
| 10 | Caïro      | 26 augustus 1989 | WK 1990 kwalificatie         | Egypte − Kenia | 2 − 0   |
| 11 | Port Said  | 25 augustus 2000 | Vriendschappelijk            | Egypte − Kenia | 2 − 1   |
| 12 | Nairobi    | 10 juni 2001     | Vriendschappelijk            | Kenia − Egypte | 1 − 1   |
| 13 | Riffa      | 12 december 2003 | Vriendschappelijk            | Kenia − Egypte | 0 − 1   |
| 14 | Caïro      | 23 januari 2009  | Vriendschappelijk            | Egypte − Kenia | 1 − 0   |
| 15 | Caïro      | 14 januari 2011  | Vriendschappelijk            | Egypte − Kenia | 5 − 1   |
| 16 | Doha       | 27 februari 2012 | Vriendschappelijk            | Egypte − Kenia | 5 − 0   |
| 17 | Alexandrië | 14 november 2019 | Afrika Cup 2021 kwalificatie | Egypte − Kenia | 1 − 1   |
| 18 | Nairobi    | 25 maart 2021    | Afrika Cup 2021 kwalificatie | Kenia − Egypte | 1 − 1   |

## Samenvatting
| Competitie              | Totaal gespeeld | Winst Egypte | Gelijk | Winst Kenia | Doelsaldo Egypte – Kenia |
| ----------------------- | --------------- | ------------ | ------ | ----------- | ------------------------ |
| WK-kwalificatie         | 4               | 2            | 2      | 0           | 3 − 0                    |
| Afrika Cup              | 1               | 1            | 0      | 0           | 3 − 0                    |
| Afrika Cup-kwalificatie | 6               | 3            | 2      | 1           | 13 − 8                   |
| Afrikaanse Spelen       | 1               | 1            | 0      | 0           | 1 − 0                    |
| Vriendschappelijk       | 6               | 5            | 1      | 0           | 15 − 3                   |
| Totaal                  | 18              | 12           | 5      | 1           | 35 − 11                  |

Wedstrijden bepaald door strafschoppen worden, in lijn met de FIFA, als een gelijkspel gerekend.
EFA · A-internationals · Selecties · Bondscoaches · Egyptisch vrouwenelftal · Olympisch elftal · Egypte U21 · Egypte U20 · Egypte U19 · Egypte U18 · Egypte U17
1920 – 1929 · 
1930 – 1939 · 
1940 – 1949 · 
1950 – 1959 · 
1960 – 1969 · 
1970 – 1979 · 
1980 – 1989 · 
1990 – 1999 · 
2000 – 2009 · 
2010 – 2019 ·
2020 − 2029
WK 1934 · 
WK 1990 · 
WK 2018
OS 1924 · 
OS 1928 · 
OS 1936 · 
OS 1948 · 
OS 1952 · 
OS 1960 · 
OS 1964 · 
OS 1968 · 
OS 1992 · 
OS 2012 · 
OS 2020
1920 · 
1921–1923 · 
1924 · 
1925–1927 · 
1928 · 
1929–1931 · 
1932 · 
1933 · 
1934 · 
1935 · 
1936 · 
1937–1947 · 
1948 · 
1949 · 
1950 · 
1952 · 
1952 · 
1953 · 
1954 · 
1955 · 
1956 · 
1957 · 
1958 · 
1959 · 
1960 · 
1961 · 
1962 · 
1963 · 
1964 · 
1965 · 
1966 · 
1967 · 
1968 · 
1969 · 
1970 · 
1971 · 
1972 · 
1973 · 
1974 · 
1975 · 
1976 · 
1977 · 
1978 · 
1979 · 
1980 · 
1981 · 
1982 · 
1983 · 
1984 · 
1985 · 
1986 · 
1987 · 
1988 · 
1989 · 
1990 · 
1991 · 
1992 · 
1993 · 
1994 · 
1995 · 
1996 · 
1997 · 
1998 · 
1999 · 
2000 · 
2001 · 
2002 · 
2003 · 
2004 · 
2005 · 
2006 · 
2007 · 
2008 · 
2009 · 
2010 · 
2011 · 
2012 ·
2013 ·
2014 ·
2015 ·
2016 ·
2017 ·
2018 ·
2019 ·
2020 ·
2021 ·
2022 ·
2023 ·
2024
Algerije ·
Angola ·
Argentinië ·
Australië ·
Bahrein ·
België ·
Benin ·
Bolivia ·
Bosnië en Herzegovina ·
Botswana ·
Brazilië ·
Bulgarije ·
Burkina Faso ·
Burundi ·
Canada ·
Centraal-Afrikaanse Republiek ·
Chili ·
China ·
Colombia ·
Comoren ·
Congo-Brazzaville ·
Congo-Kinshasa ·
DDR ·
Denemarken ·
Djibouti ·
Duitsland ·
Engeland ·
Equatoriaal-Guinea ·
Estland ·
Ethiopië ·
Finland ·
Frankrijk ·
Gabon ·
Georgië ·
Ghana ·
Griekenland ·
Guinee ·
Guinee-Bissau ·
Hongarije ·
Ierland ·
Indonesië ·
Irak ·
Iran ·
Italië ·
Ivoorkust ·
Jamaica ·
Japan ·
Jemen ·
Joegoslavië ·
Jordanië ·
Kaapverdië ·
Kameroen ·
Kenia ·
Koeweit ·
Kroatië ·
Libanon ·
Liberia ·
Libië ·
Litouwen ·
Luxemburg ·
Madagaskar ·
Malawi ·
Mali ·
Malta ·
Marokko ·
Mauritanië ·
Mauritius ·
Mexico ·
Mozambique ·
Namibië ·
Nederland ·
Nieuw-Zeeland ·
Niger ·
Nigeria ·
Noord-Korea ·
Noord-Macedonië ·
Noorwegen ·
Oeganda ·
Oman ·
Oostenrijk ·
Palestina ·
Polen ·
Portugal ·
Qatar ·
Roemenië ·
Rusland ·
Rwanda ·
Saoedi-Arabië ·
Schotland ·
Senegal ·
Sierra Leone ·
Slowakije ·
Soedan ·
Somalië ·
Spanje ·
Swaziland ·
Syrië ·
Tanzania ·
Thailand ·
Togo ·
Trinidad en Tobago ·
Tsjaad ·
Tsjecho-Slowakije ·
Tunesië ·
Turkije ·
Uruguay ·
Verenigde Arabische Emiraten ·
Verenigde Staten ·
Wit-Rusland ·
Zambia ·
Zimbabwe ·
Zuid-Afrika ·
Zuid-Jemen ·
Zuid-Korea ·
Zuid-Soedan ·
Zweden ·
Zwitserland
Kameroen (2017) ·
Rusland (2018) ·
Saoedi-Arabië (2018) ·
Uruguay (2018)
KFF · Selecties · Keniaans vrouwenelftal
1926 – 1939 · 
1940 – 1949 · 
1950 – 1959 · 
1960 – 1969 · 
1970 – 1979 · 
1980 – 1989 · 
1990 – 1999 · 
2000 – 2009 · 
2010 – 2019 ·
2020 − 2029
Algerije ·
Angola ·
Australië ·
Bahrein ·
Botswana ·
Burkina Faso ·
Burundi ·
Centraal-Afrikaanse Republiek ·
China ·
Comoren ·
Congo-Brazzaville ·
Congo-Kinshasa ·
Djibouti ·
Egypte ·
Equatoriaal-Guinea ·
Eritrea ·
Ethiopië ·
Gabon ·
Gambia ·
Ghana ·
Guinee ·
Guinee-Bissau ·
India ·
Indonesië ·
Irak ·
Iran ·
Ivoorkust ·
Jemen ·
Jordanië ·
Kaapverdië ·
Kameroen ·
Koeweit ·
Lesotho ·
Liberia ·
Libië ·
Madagaskar ·
Malawi ·
Maleisië ·
Mali ·
Marokko ·
Mauritanië ·
Mauritius ·
Mozambique ·
Namibië ·
Nieuw-Zeeland ·
Nigeria ·
Oeganda ·
Oman ·
Pakistan ·
Qatar ·
Rusland ·
Rwanda ·
Senegal ·
Seychellen ·
Sierra Leone ·
Soedan ·
Somalië ·
Swaziland ·
Taiwan ·
Tanzania ·
Thailand ·
Togo ·
Trinidad en Tobago ·
Tunesië ·
Verenigde Arabische Emiraten ·
Zambia ·
Zimbabwe ·
Zuid-Afrika ·
Zuid-Korea ·
Zuid-Soedan ·
Zwitserland